# Adrianus van Oosterhoudt
Adrianus van Oosterhoudt (Tiel, gedoopt 12 november 1751 – Groesbeek, 30 april 1823) was een Nederlands zilversmid en rosmolenaar.

## Leven en werk
Adrianus van Oosterhoudt was een zoon van de koopman Daniel van Oosterhoudt en Elisabeth van Mill. Hij was een oudere broer van de schilder Dirk van Oosterhoudt en de vader van schilder Daniël van Oosterhoudt. Naast zijn handel in zilveren voorwerpen had hij in Tiel een oliemolen. Vanaf 1807 wordt hij in de patentenregisters niet meer als zilversmid vermeld maar alleen nog als molenaar.
Tijdens de twisten tussen de prinsgezinden en de patriotten kozen hij en zijn broer Dirk voor de patriotten. Na de Franse bezetting in 1794 werd hij lid van het stadsbestuur en tot 1798 vervulde hij enkele ambtelijke functies. Na de aftocht van de Fransen en de inhuldiging van koning Willem I in 1813 vertrok hij uit Tiel. Hij overleed op 30 april 1823 in Groesbeek.

## Werken (selectie)

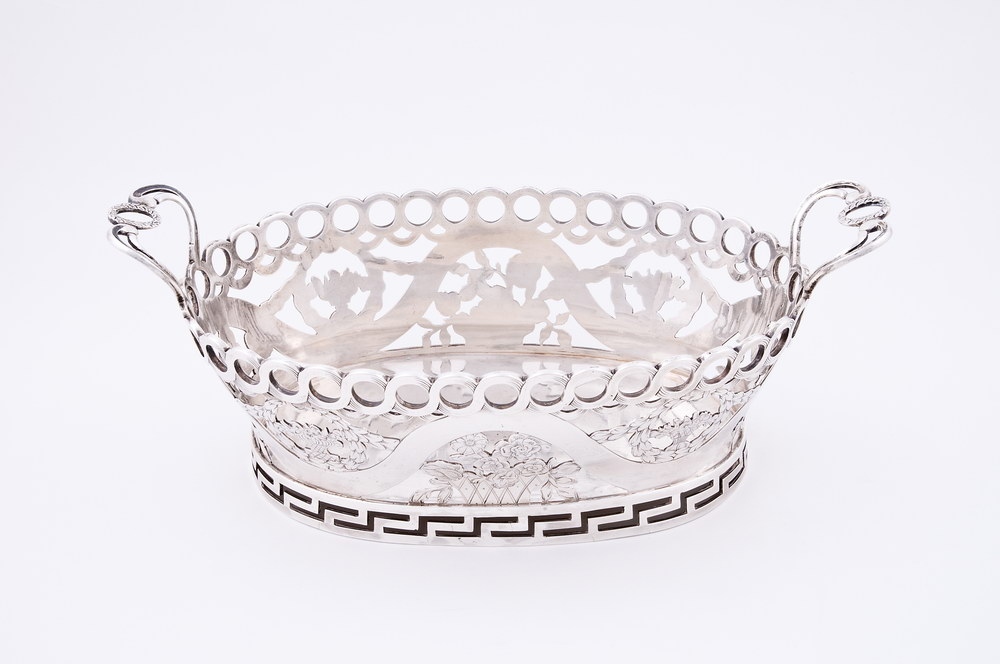
Zilveren broodmand,  pillegift (doopgeschenk) voor Johannus Dijckmeester uit Tiel, 1775
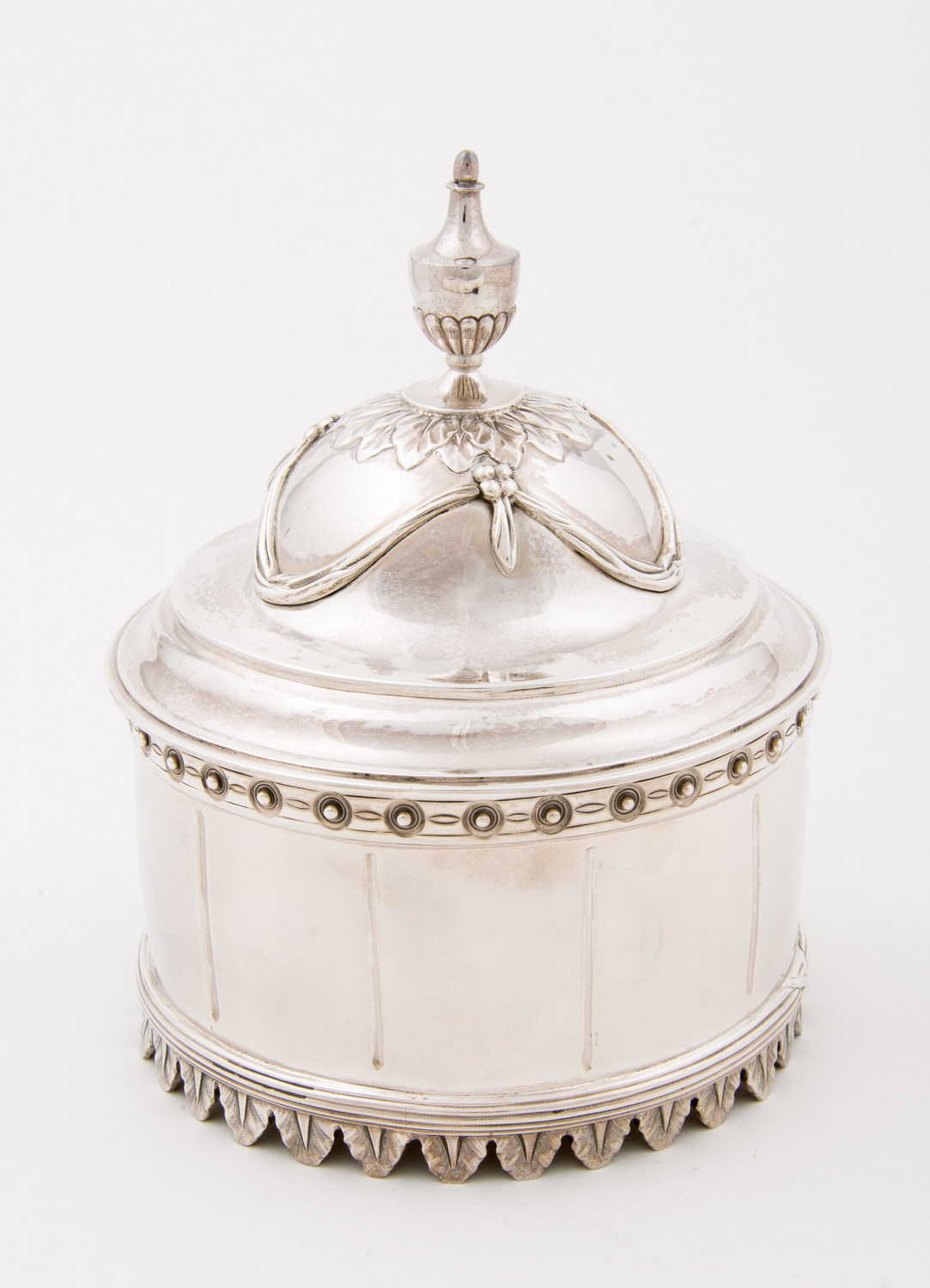
Zilveren tabakspot in Lodewijk XVI stijl, 1784